# Hulett (Wyoming)
Hulett város az USA Wyoming államában, Crook megyében. Lakosainak száma 309 fő (2020. április 1.).

## Népesség
A település népességének változása:

| 2010 | 383 |
| 2020 | 309 |